# Sainte-Rose, Québec
Sainte-Rose är en del av staden Laval i Kanada, till 1965 en separat stad. Den ligger i provinsen Québec, i den sydöstra delen av landet, 150 km öster om huvudstaden Ottawa.